# Bernhard Anselm Weber
Bernhard Anselm Weber (Mannheim, 8 d'abril de 1766 - Berlín, 23 de març de 1821) fou un compositor alemany.
Fou deixeble de Georg Joseph Vogler i d'Ignaz Jakob Holzbauer, i al mateix temps estudià teologia i dret en la Universitat de Heidelberg, però acabà per dedicar-se completament a la música.
El 1787 aconseguí la plaça de director d'orquestra de la companyia d'òpera de Grossmann, actuant amb ella a Hannover, però deixà aquest càrrec per acompanyar en Vogler a Estocolm el 1790, sent anomenat el 1792 segon director d'orquestra del teatre Nacional de Berlín, lloc en què continuà després de la reunió d'aquest teatre amb el de l'Òpera italiana.
Com a compositor imità l'estil de Christoph Willibald Gluck, se li deuen les òperes Mudarra i Hermann und Thurnelda; les operetes Die Wette i Deodata; els melodrames Hero i Sapho; les tragedies Wilhelm Tell, Jungfrau von Orleans i Menòceus, així com cantates, lieder, sonates per a piano, etc.